# Ansaldo Tipo 22
Pour les articles homonymes, voir Ansaldo (homonymie).
L' Ansaldo Tipo 22 était une automobile de haut luxe fabriquée par le constructeur italien Ansaldo Automobili de 1929 à 1932.
Ce modèle est le plus prestigieux qu'ait jamais produit le constructeur turinois Ansaldo.
La Tipo 22 est une voiture rare et très raffinée. Elle dispose d'un châssis très moderne et novateur avec un moteur capable de prestations hors du commun, malgré les carrosseries imposantes de l’époque. 
Lancée au plus mauvais moment de la crise internationale des années de reconstruction qui suivirent la première guerre mondiale, elle ne connut malheureusement pas le succès que ses qualités méritaient. Lancée pour concurrencer les meilleures automobiles de la catégorie, elle aurait pu redresser le constructeur en grandes difficultés financières. Elle augmenta en fait ses pertes et sera le dernier modèle avant la liquidation de la société en 1936.
La voiture photographiée appartient au Museo Nicolis de Vérone en Italie. Elle n'a parcouru que 3.000 km réels et son équipement intérieur en cuir est d'origine. Le livret de circulation d'origine ne mentionne qu'un seul et unique propriétaire. Tous les ustensiles composant la dotation de base de la voiture sont en argent massif. Elle comprend même un allume-cigares portant le logo Ansaldo.
On peut remarquer les marches revêtues de caoutchouc pour se gratter les chaussures avant de monter à bord ainsi que le levier de vitesses avec serrure de blocage, une première proposition d'antivol avant l'heure.